# Kojra

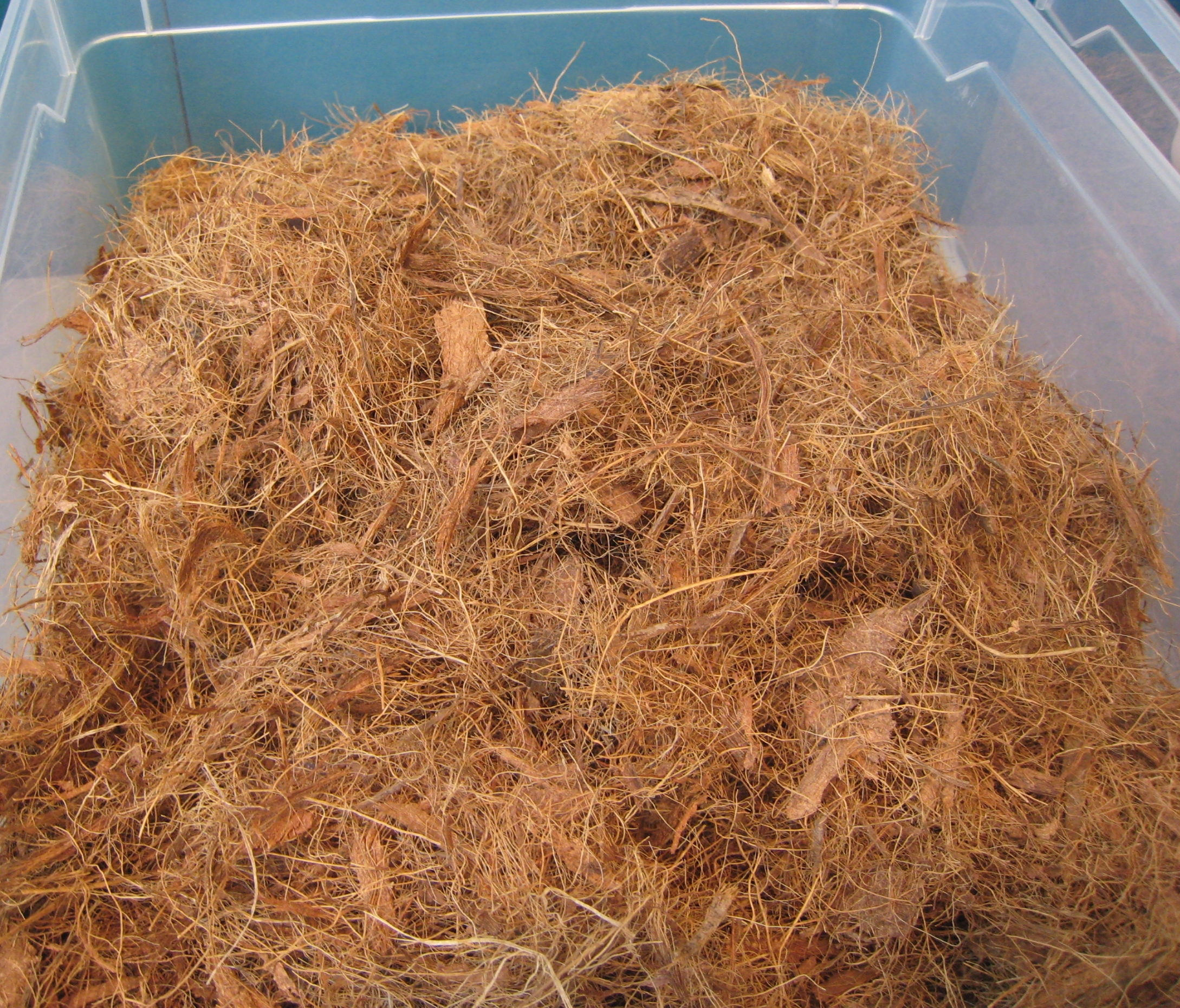
Włókna orzecha kokosowego

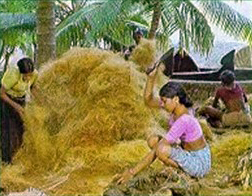
Segregacja kojry

Kojra – włókno tworzące zewnętrzną warstwę orzecha kokosowego, otulającą pestkę, w której mieści się właściwe nasiono palmy.  
Długość włókien wynosi od 10 do 33 cm, grubość 0,05-0,3 mm. Dzięki wysokiej zawartości ligniny włókno jest bardzo elastyczne, trwałe i nie gnije. Odporne jest też na działanie wody morskiej. Włókna mają pływalność dodatnią tzn. nie toną, nawet wtedy gdy nasiąkną wodą. 
Kojrę stosuje się do wytwarzania mat, dywanów, lin, itp..
W ogrodnictwie włókno kokosowe wykorzystywane jest jako substytut torfu.